# Ворден (Монтана)
Ворден (англ. Worden) — переписна місцевість (CDP) в США, в окрузі Єллоустоун штату Монтана. Населення — 582 особи (2020).

## Географія
Ворден розташований за координатами 45°57′44″ пн. ш. 108°9′44″ зх. д. / 45.96222° пн. ш. 108.16222° зх. д. (45.962302, -108.162267).  За даними Бюро перепису населення США в 2010 році переписна місцевість мала площу 5,12 км², уся площа — суходіл.

## Демографія
Згідно з переписом 2010 року, у переписній місцевості мешкало 577 осіб у 255 домогосподарствах у складі 171 родини. Густота населення становила 113 особи/км².  Було 271 помешкання (53/км²).
Расовий склад населення:
| - 95,8 % — білих - 2,6 % — корінних американців - 0,3 % — чорних або афроамериканців - 0,3 % — азіатів |

До двох чи більше рас належало 0,9 %. Частка іспаномовних становила 3,8 % від усіх жителів.
За віковим діапазоном населення розподілялося таким чином: 26,2 % — особи молодші 18 років, 58,4 % — особи у віці 18—64 років, 15,4 % — особи у віці 65 років та старші. Медіана віку мешканця становила 40,5 року. На 100 осіб жіночої статі у переписній місцевості припадало 96,9 чоловіків;  на 100 жінок у віці від 18 років та старших — 93,6 чоловіків також старших 18 років.
Середній дохід на одне домашнє господарство  становив 81 442 долари США (медіана — 69 120), а середній дохід на одну сім'ю — 87 313 долари (медіана — 74 000). За межею бідності перебувало 25,0 % осіб, у тому числі 62,9 % дітей у віці до 18 років та 0,0 % осіб у віці 65 років та старших.
Цивільне працевлаштоване населення становило 338 осіб. Основні галузі зайнятості: освіта, охорона здоров'я та соціальна допомога — 30,8 %, роздрібна торгівля — 24,6 %, оптова торгівля — 15,1 %, виробництво — 12,4 %.